# Lopévi
Lopévi ist eine unbewohnte Insel in der Provinz Malampa im westpazifischen Inselstaat Vanuatu. Das Eiland liegt etwa 16 km südöstlich von Ambrym und 7 km östlich von Paama.

## Vulkanismus
Die Insel besteht im Wesentlichen aus dem gleichnamigen Vulkankegel Lopévi, der etwa sieben Kilometer Durchmesser hat und eine Höhe von 1496 m erreicht.
Der Vulkan ist seit 1862 etwa 22-mal ausgebrochen. Bis 1960 lebten noch Menschen auf der Insel, die aber, aufgrund der Bedrohung durch die Vulkanausbrüche, auf die Nachbarinseln gezogen sind. 
Lopévi liegt an der Subduktionszone zwischen der pazifischen Platte und der australischen Platte. 